# Knut Richter (Wirtschaftswissenschaftler)
Knut Richter (* 31. Mai 1943 in Freital) ist ein deutscher Wirtschaftswissenschaftler.

## Karriere
Richter studierte in Leningrad Ökonomische Kybernetik. An der damaligen Staatlichen Universität Leningrad promovierte er 1972 zum Dr. oec. Danach kehrte er als wissenschaftlicher Mitarbeiter an die Sektion Mathemetik der TH Karl-Marx-Stadt zurück. 1978 habilitierte er sich mit einer Arbeit auf dem Gebiet der Dynamischen Optimierung. Sein Betreuer war Klaus Beer.
Seine erste Professur erhielt Richter 1981 an der Universität Addis Abeba. Dort war er hauptsächlich im Bereich Mathematische Optimierung tätig. 1984 wurde Richter auf eine Professur für Mathematische Methoden in der Wirtschaft an die TH Karl-Marx-Stadt (ab 1986 Technische Universität, heute Technische Universität Chemnitz), berufen. Von 1992 bis zu seiner Emeritierung im Juli 2011 hatte Richter die Professur für Allgemeine BWL, insbesondere Industriebetriebslehre, an der Europa-Universität Viadrina inne.
Im Mai 2012 ging Richter, der fließend Russisch spricht, an den Lehrstuhl für Betriebswirtschaft und Unternehmensführung an der Staatlichen Universität St. Petersburg. Von 2012 bis 2021 leitete er den Lehrstuhl.

## Forschungsgebiete
- Ökonomische Theorie der Produktion
- Produktionsplanung und Lagerhaltung, insbesondere unter Berücksichtigung von Recycling
- Nachhaltiges Management
- Umweltökonomie

## Publikationen
- Untersuchungen zur Lösung deterministischer dynamischer Produktions- und Lagerhaltungsaufgaben, 1978.
- Dynamische Aufgaben der diskreten Optimierung, Berlin: Akademie-Verlag, 1982.
- Diskrete Optimierungsmodelle (mit Peter Bachmann und Stephan Dempe), Berlin: Verlag Technik, 1988. ISBN 3-341-00500-5.
- Haben sie heute richtig entschieden? (mit Gisela Reinhardt), Berlin: Verlag Die Wirtschaft, 1990. ISBN 3-349-00829-1.
- Umweltökonomie und Umweltmanagement (russisch) (mit Nadeschda Pachomowa), Sankt Petersburg University Press, 1999.
- Ökonomie der Naturnutzung und des Umweltschutzes (russisch) (mit Nadeschda Pachomowa), Sankt Petersburg University Press 2001.
- Einführung in die Produktionstheorie (russisch) (mit Grigori Pischtschulow und Jewgeni Djatel), Jekaterinburg, 2003.
- Ökologisches Management (russisch) (mit Nadeschda Pachomowa und Alfred Endres), St. Petersburg, 2003.
- Industrial Economics and State Policy (russisch) (mit Nadeschda Pachomowa), Moskau: Publishing House “Economica”, 2008.